# Carlos Roberto Borja Baltazar
Carlos Roberto Borja Baltazar (Orange, 18 gennaio 1988) è un ex calciatore statunitense, di ruolo difensore.

## Carriera

### Club
Alla fine del luglio 2006 ha firmato un contratto con il Chivas USA. Nel 2008 è stato ceduto al Tapatío, la seconda squadra del Guadalajara, militante nella seconda divisione messicana, prima di tornare al Chivas USA nel 2010. Nel 2011 si è accasato ai Los Angeles Blues, dove è rimasto per due stagioni, prima di tornare, di nuovo, al Chivas USA in vista della stagione 2013, dove ha chiuso la sua carriera.

### Nazionale
Ha militato nelle nazionali giovanili statunitensi Under-17 ed Under-20.

## Statistiche

### Presenze e reti nei club
| Stagione                 | Squadra                  | Campionato               | Campionato | Campionato | Coppe nazionali | Coppe nazionali | Coppe nazionali | Coppe continentali | Coppe continentali | Coppe continentali | Altre coppe | Altre coppe | Altre coppe | Totale | Totale |
| Stagione                 | Squadra                  | Comp                     | Pres       | Reti       | Comp            | Pres            | Reti            | Comp               | Pres               | Reti               | Comp        | Pres        | Reti        | Pres   | Reti   |
| ------------------------ | ------------------------ | ------------------------ | ---------- | ---------- | --------------- | --------------- | --------------- | ------------------ | ------------------ | ------------------ | ----------- | ----------- | ----------- | ------ | ------ |
| 2010                     | Chivas USA               | MLS                      | 8          | 1          | USOC            | 1               | 0               | SL                 | 2                  | 0                  |             | -           | -           | 11     | 1      |
| 2011                     | Los Angeles Blues        | USL Pro                  | 15+1       | 0          | USOC            | 1               | 0               |                    | -                  | -                  |             | -           | -           | 17     | 0      |
| 2012                     | Los Angeles Blues        | USL Pro                  | 21         | 0          | USOC            | 0               | 0               |                    | -                  | -                  |             | -           | -           | 21     | 0      |
| Totale Los Angeles Blues | Totale Los Angeles Blues | Totale Los Angeles Blues | 37         | 0          |                 | 1               | 0               |                    | -                  | -                  |             | -           | -           | 38     | 0      |
| 2013                     | Chivas USA               | MLS                      | 26         | 0          | USOC            | 2               | 0               |                    | -                  | -                  |             | -           | -           | 28     | 2      |
| Totale carriera          | Totale carriera          | Totale carriera          | 71         | 1          |                 | 4               | 0               |                    | 2                  | 0                  |             | -           | -           | 77     | 1      |